# Kinghorn Castle
Kinghorn Castle ist eine abgegangene Spornburg in der Ortschaft Kinghorn in der schottischen Council Area Fife.

## Geschichte
In der Zeit des Hauses Dunkeld besuchten die schottischen Monarchen oft die königliche Burg. König Alexander III. ritt zu Kinghorn Castle zurück, um seine neue Gattin Yolande von Dreux zu treffen, fiel aber vom Pferd und wurde später am Strand der in der Nähe der Burg gelegenen Pettycur Bay tot aufgefunden. Dies geschah im März 1286 und löste einen Erbfolgestreit aus, der zu den schottischen Unabhängigkeitskriegen führte.
Heute ist nichts mehr von der königlichen Burg erhalten. Das Gelände wurde mit modernen Häusern bebaut.